# Špela Bračun
Špela Bračun (Škofja Loka, 3 agosto 1977) è un'ex sciatrice alpina slovena specialista delle prove veloci.
Nei suoi otto anni in Coppa del Mondo (dal 1995 al 2003) ha partecipato a 136 gare; in totale vanta cinque piazzamenti nelle prime dieci, con un terzo posto come miglior risultato.

## Biografia

### Stagioni 1994-1998
La Bračun debuttò in campo internazionale ai Mondiali juniores di Lake Placid 1994 e in Coppa del Mondo il 10 gennaio 1995 nel supergigante di Flachau, senza concludere la prova; nella stessa stagione vinse la medaglia di bronzo nella combinata ai Mondiali juniores di Voss. Sempre nel 1995, il 16 novembre, andò per la prima volta a punti in Coppa del Mondo con il 23º posto ottenuto in supergigante sulle nevi di Vail/Beaver Creek.
Alla sua prima presenza iridata, Sestriere 1997, fu 30ª nella discesa libera e 20ª nel supergigante. Gareggiò nelle medesime specialità anche al suo debutto olimpico, Nagano 1998, classificandosi rispettivamente 24ª e 30ª.

### Stagioni 1999-2003
Ai Mondiali di Vail/Beaver Creek 1999 si piazzò 26ª nella discesa libera, 27ª nel supergigante e 14ª nella combinata; quest'ultimo risultato sarebbe rimasto il suo miglior piazzamento iridato in carriera. Il 17 dicembre dello stesso anno colse il suo unico podio in Coppa del Mondo: 3ª nella discesa libera di Sankt Moritz vinta da Isolde Kostner. Anche ai Mondiali di Sankt Anton am Arlberg 2001 e ai XIX Giochi olimpici invernali di Salt Lake City 2002, sue ultime presenze iridata e olimpica, prese parte alle prove di discesa libera (classificandosi rispettivamente 29ª e 22ª, suo miglior risultato olimpico) e di supergigante (28ª e 24ª).
Smise di partecipare a gare internazionali all'inizio del 2003. La sua ultima prova di Coppa del Mondo fu la discesa libera di Cortina d'Ampezzo del 18 gennaio, chiusa dalla Bračun al 50º posto; si congedò quindi dal Circo bianco in occasione della discesa libera di Coppa Europa disputata a Megève il 29 gennaio, dove fu 61ª.

## Palmarès

### Mondiali juniores
- 1 medaglia:
  - 1 bronzo (combinata a Voss 1995)

### Coppa del Mondo
- Miglior risultato in classifica generale: 38ª nel 2000
- 1 podio:
  - 1 terzo posto

### Campionati sloveni
- 12 medaglie (dati parziali fino alla stagione 1994-1995)[1]:
  - 4 ori (combinata nel 1995; discesa libera, supergigante nel 1998; supergigante nel 2000)
  - 6 argenti (discesa libera nel 1995; supergigante nel 1997; discesa libera, supergigante, slalom gigante nel 1999; discesa libera nel 2000)
  - 2 bronzi (slalom gigante nel 1997; supergigante nel 2002)